# Escobedia grandiflora
Escobedia grandiflora là loài thực vật có hoa thuộc họ Cỏ chổi. Loài này được (L.f.) Kuntze mô tả khoa học đầu tiên năm 1898.